# Сундеваль, Карл Якоб
Карл Якоб Сундеваль (швед.  Carl Jakob Sundevall; 1801—1875) — шведский зоолог.

## Биография
Закончил Лундский университет и получил степень доктора философии в 1823 году. После этого путешествовал по Восточной Азии, затем изучал медицину и получил степень доктора медицины в 1830 году. С 1833 года работал в Шведском музее естественной истории (Стокгольм); в 1839—1871 годах — в качестве профессора и хранителя сектора позвоночных животных. Научная деятельность его касалась разных областей зоологии, преимущественно же систематики позвоночных (в особенности птиц) и некоторых беспозвоночных животных. Сундеваль описал млекопитающих, птиц, паукообразных, насекомых и иглокожих в зоологической части в сочинении Гемара «Voyages de la commission scientifique du nord, 2-е partie» (1 т., Париж, 1842—1845).
В 1856 опубликовал систему фонетической транскрипции шведского языка в работе Om phonetiska bokstafver («О фонетических буквах»), впоследствии ставшей основой для Landsmålsalfabetet.

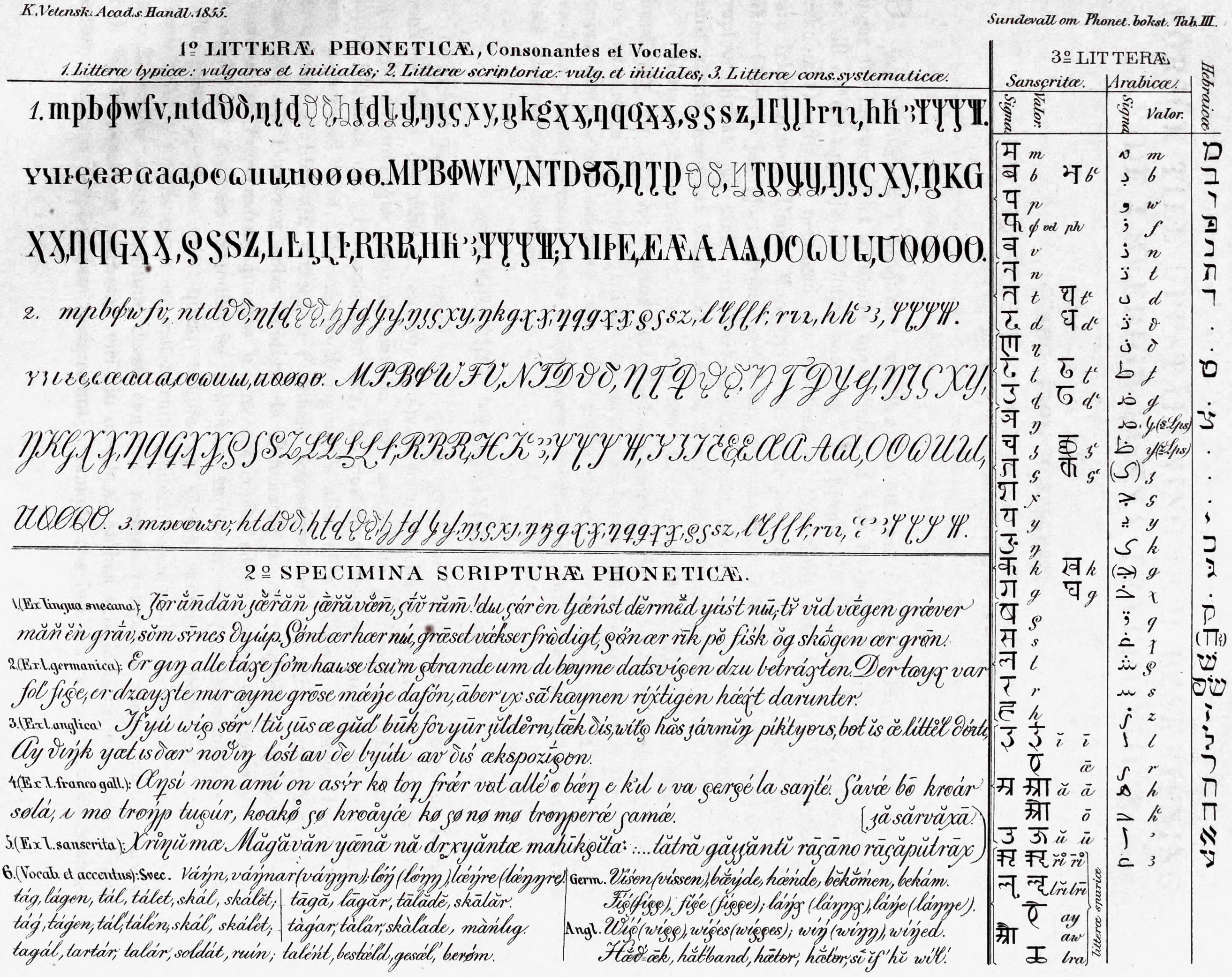
Алфавит Сундеваля (1856). Заглавные и строчные буквы

## Избранные работы
- «Specimen academ. genera Araneidum Suesiae exhibens» (Лунд, 1823);
- «Svenska Spindlarnes beskrifning» (Стокгольм, 1832);
- «Zoologisk Handatlas för skolor etc.» (Лунд, 1843);
- «Foglar från Calcutta» (ib., 1837);
- «Svenska Foglarna» (22 тетр., 1856—1871 с 68 табл.);
- «Methodi naturalis avium disponendarum tentamen» (Стокгольм, 1872).